# Sympycnus rusticus
Sympycnus rusticus är en tvåvingeart som beskrevs av Octave Parent 1935. Sympycnus rusticus ingår i släktet Sympycnus och familjen styltflugor. Inga underarter finns listade i Catalogue of Life.